# Kassari (Dorf)
Koordinaten: 58° 48′ N, 22° 50′ O
Kassari ist ein Dorf (estnisch küla) in der Landgemeinde Hiiumaa (bis 2017: Landgemeinde Käina) im Kreis Hiiu (Hiiu maakond).
Der Ort liegt auf der gleichnamigen Insel Kassari, der fünftgrößten Insel Estlands. Kassari (deutsch Kassar) hat 81 Einwohner (Stand 31. Dezember 2011).

## Gut von Kassari
Das Rittergut von Kassari gehörte im 16. und 17. Jahrhundert unter dem Namen Aunack der Familie Wachtmeister. Der Feldoberst Hans Wachtmeister, zeitweise schwedischer Statthalter in Estland, wurde 1578 in den Schwedischen Adel aufgenommen. 1782 wird das Gut als Kassar, „das früher Aunack hieß“, erwähnt. Ab 1765 stand das Gut im Eigentum der adligen deutschbaltischen Familie Stackelberg. Erster Besitzer von Kassari war Heinrich Caspar von Stackelberg (1702–1778). Letzte Eigentümer vor der Enteignung im Zuge der estnischen Landreform 1919 waren Baron und Baronin Justus und Sofie von Stackelberg.
Aus dem 18. Jahrhundert stammte das eingeschossige Herrenhaus aus Holz. Es brannte in den 1920er Jahren ab.
Um das ehemalige Gut ließ die Familie von Stackelberg einen Park anlegen, der heute noch erhalten ist. Er enthält für die Region seltene Baumarten. Eine Kastanienallee führte auf das ehemalige Gutshaus. Auf die Familie Stackelberg geht auch die für die Region seltene Zucht von Weinbergschnecken in Kassari mit seinem relativ milden Mikroklima zurück.
Die Kapelle von Kassari befindet sich heute auf dem Gebiet es Dorfs Esiküla. Dort liegen zahlreiche Mitglieder der Familie von Stackelberg begraben.

## Museum von Kassari

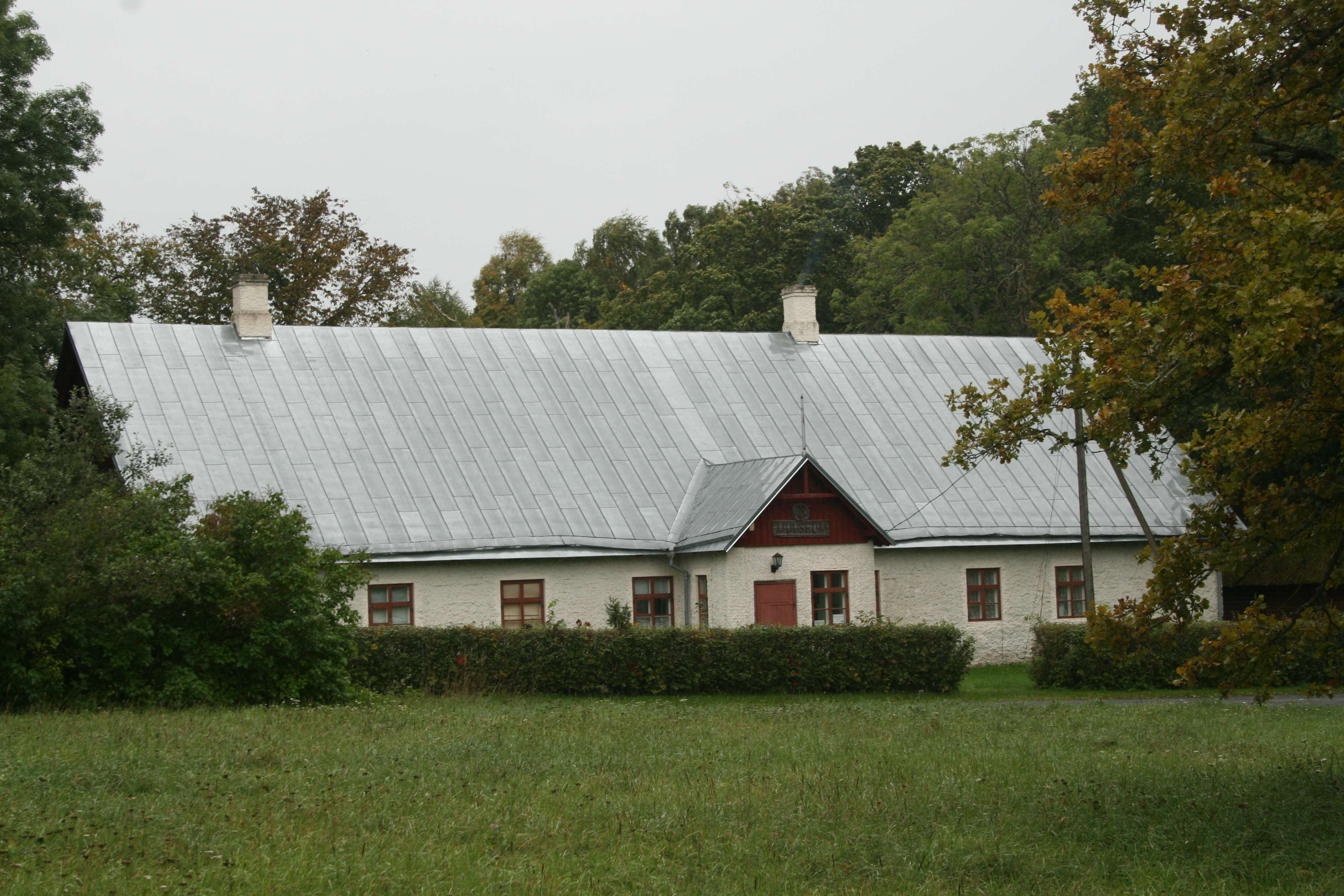
Heimatmuseum von Kassari

Seit 1967 ist in dem ehemaligen Verwalterhaus des Gutes das Heimatmuseum der Insel Kassari untergebracht. Das Museum wurde als private Initiative von dem Heimatforscher Volli Mäeumbaed gegründet, der dessen erster Direktor war. Es untersteht heute dem Hiiumaa muuseum in der Inselhauptstadt Kärdla.
In dem Heimatmuseum werden das Leben auf Kassari und die Lokalgeschichte von der Steinzeit bis heute ausführlich dargestellt. Daneben sind Gegenstände der Seefahrt und der Landwirtschaft zu sehen. Ausgestellt ist auch ein Rettungsboot der Estonia, die im September 1994 vor der finnischen Küste sank und über 850 Menschen in den Tod riss. Vor dem Museum steht eine große Eiche, das frühere Zentrum des Guts von Kassari.

## Marie Under

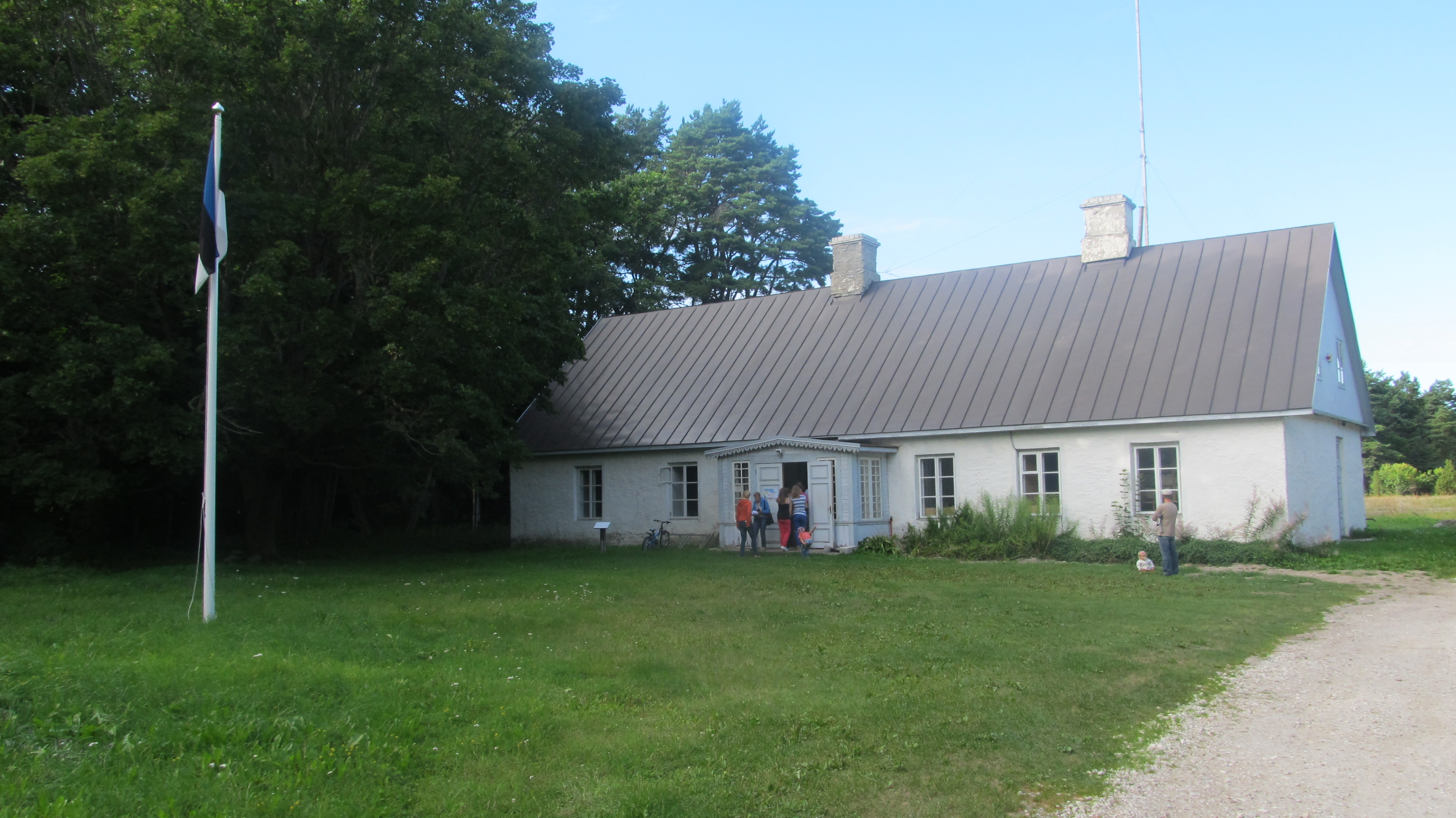
Schule und Gemeindehaus

Sehenswert ist die Schänke Mäeküla. In ihr war später die Schule des Ortes untergebracht. Örtlicher Lehrer war in der zweiten Hälfte des 18. Jahrhunderts Friedrich Under (1843–1930). Seine Ehefrau Leena Kerner (1854–1934) stammte aus Kassari. Sie sind die Eltern der estnischen Lyrikerin Marie Under (1883–1980). Die in Tallinn geborene Marie Under hielt sich oft auf Kassari auf.

## Leiger-Denkmal
Südlich des Dorfkerns befindet sich ein Denkmal für den mythologischen Riesen Leiger, den Urvater der Insel Hiiumaa. Das 3,5 m hohe Monument wurde 1991 errichtet. Die schalkhafte Statue des Tallinner Bildhauers Kalju Reitel (1921–2004) stellt den Riesen dar, wie er mit Steinen beladen eine Brücke Richtung Süden baut.
Dies hatte folgende Bewandtnis: der gemütliche Riese, der gern in die Sauna geht und große Kohlköpfe isst, war einst von der Nachbarinsel Saaremaa nach Hiiumaa ausgewandert. Sein Verwandter aus Saaremaa, der Riese Suur Tõll, besuchte ihn häufig, machte sich aber nicht gerne nasse Füße. Leiger und seine Söhne wollten Suur Tõll daher eine Brücke bauen, die allerdings – wie viele Großprojekte der Insulaner – nie fertig wurde.
Der Anfang der Brücke ist dem Volksmund nach die südliche Landspitze Kassaris, der Sääretirp, an dessen Beginn die Statue steht.

## Sääretirp

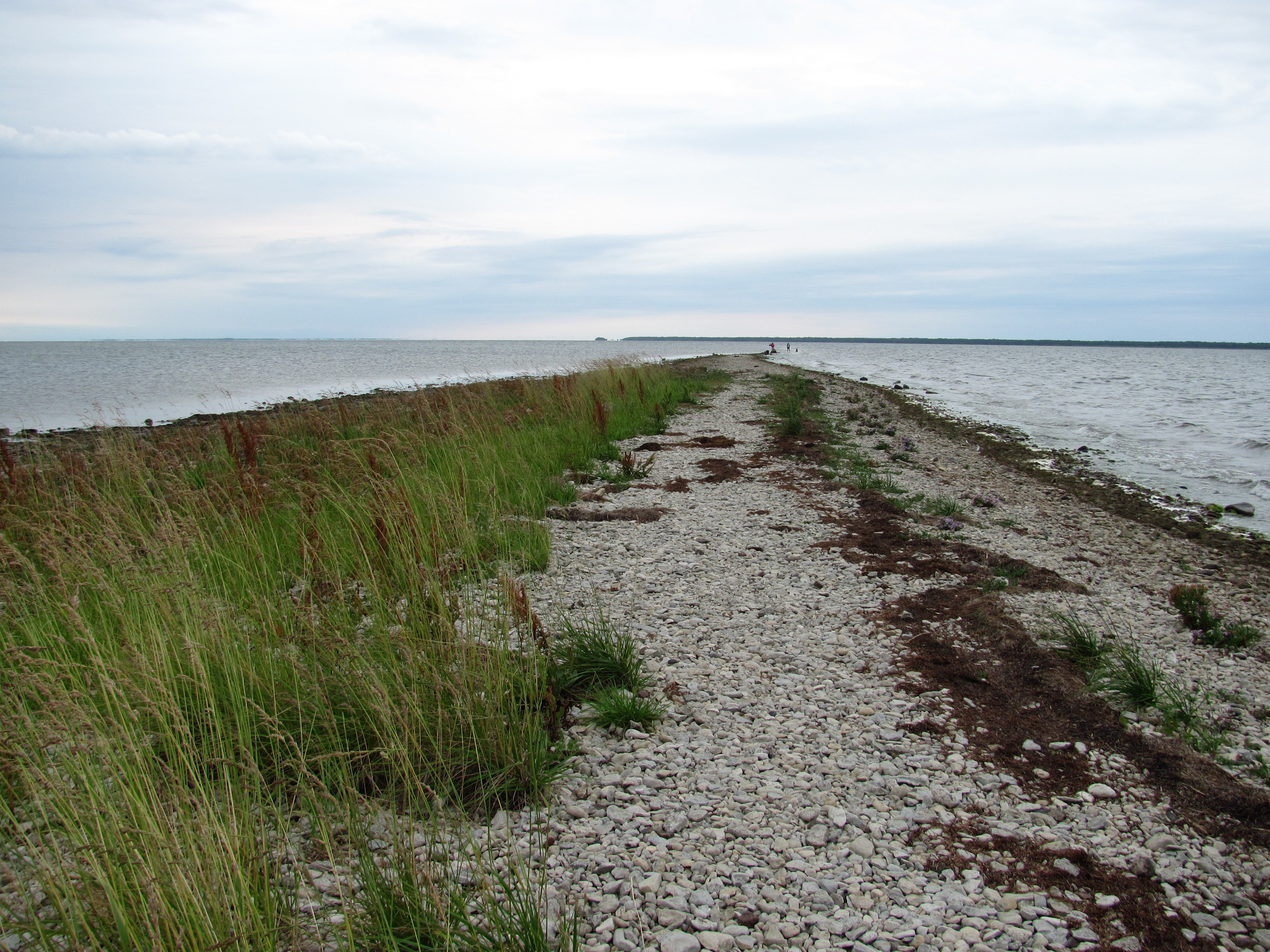
Sääretirp

Südlich des Denkmals erstreckt sich die schmale Landzunge in die offene Ostsee, der Sääretirp. Andere Namen sind Kassari säär oder Orjaku säär.
Der zwei Kilometer lange Nehrungshaken verläuft in nordöstlich-südwestlicher Ausdehnung. Die Strände und die seichte Bucht ziehen im Sommer zahlreiche Touristen an. Blaugräser und Wacholder prägen die Fauna, daneben Heckenkirschen, Schwarz-Erle, Kreuzdorn, Schneeball und Meerkohl. Die Nehrung steht unter Naturschutz.
Im Juli eines jeden Jahres findet auf der Landzunge das Musikfestival Hiiu Folk statt.